# Never out of stock
Never out of stock, abgekürzt NOS (NOS-Teile, NOS-Ware, NOS-Lagerware, NOS-Artikel oder engl. NOS parts, gelegentlich auch NoS oder NOOS) ist ein aus dem Englischen stammender Begriff aus der Warenwirtschaft, der für „ständig verfügbar“ oder „Artikel immer am Lager“ steht.
NOS-Artikel bleiben meist über eine längere Zeit im Sortiment eines Händlers oder Herstellers. Standardartikel werden konstant nachgefragt und bilden so das Kernsortiment eines Händlers. NOS-Teile sollen ständig verfügbar sein und werden meist automatisiert beschafft und disponiert (Replenishment). In der Modeindustrie sind Dauerartikel meist klassische, zeitlose Basics.